# Freedom 24 EN Ipsonas
Freedom 24 EN Ipsonas (gr. Freedom 24 Ένωση Νέων Ύψωνα,  Freedom 24 Énosi Néon Ýpsona) – cypryjski klub piłkarski z siedzibą w mieście Ipsonas, na południu kraju, grający od sezonu 2025/26 w Protathlima A’ Kategorias.

## Historia
Chronologia nazw:
- 14.05.2014: Enosi Neon Ypsona - Digenis Ipsonas (nowogr. Ένωση Νέων Ύψωνα - Διγενής Ύψωνα) – po fuzji klubów Enosi Neon Ypsona oraz Digenis Akritas Ipsona
- 14.05.2019: Ipsonas PO (nowogr. Ύψωνας Ποδοσφαιρικός Όμιλος)
- 18.07.2022: Krasawa ENY Ipsonas (nowogr. Κρασάβα Ένωση Νέων Ύψωνα) – po fuzji z FK Krasawa
- 2024: Freedom 24 EN Ipsonas (nowogr. Freedom 24 Ένωση Νέων Ύψωνα)

Klub Piłkarski Enosi Neon Ypsona - Digenis Ipsonas został założony w Ipsonasie 1 lipca 2014 roku po fuzji klubów Enosi Neon Ypsona (ENY) oraz Digenis Akritas Ipsona. W sezonie 2014/15 zespół startował w rozgrywkach G' Katigoría. W 2019 uzyskał awans do B' Katigoría. Przed rozpoczęciem sezonu 2019/20 w klub zmienił nazwę na Ipsonas PO, ale sezon został przerwany przez Cypryjski Związek Piłki Nożnej z powodu pandemii koronawirusu. Sezon 2020/21 zakończył na 18 miejscu i spadł do G' Katigoría. Jednak sam pobyt w trzeciej lidze trwał zaledwie jeden sezon i w następnym sezonie drużyna ponownie grała na drugim poziomie. W lipcu 2022 roku rosyjski bloger piłkarski Jewgienij Sawin, były właściciel rosyjskiego trzecioligowego klubu FK Krasawa, kupił klub i został jego nowym właścicielem. Klub zmienił wówczas nazwę na Krasawa ENY Ipsonas i przyjął barwy żółto-czarne i logo podobne do Krasawy. Przez krytykę wojny rosyjsko-ukraińskiej były piłkarz był zmuszony opuścić Rosję, uciekając na Cypr. W sezonie 2022/23 zespół zajął końcowe 12.miejsce. W 2024 roku klub zmienił nazwę na Freedom 24 EN Ipsonas. W sezonie 2024/25 cypryjskiej drugiej ligi drużyna zdobyła mistrzostwo i awansowała do Protathlima A’ Kategorias, stając się drugim rosyjskim klubem w pierwszej lidze, po Pafos FC.

## Barwy klubowe, strój, herb, hymn
|  |  |

Klub ma barwy żółto-czarne (do 2022 żółto-zielone). Piłkarze domowe spotkania zazwyczaj grają w pasiastych pionowo żółto-zielonych koszulkach, zielonych spodenkach oraz żółtych getrach.

## Sukcesy

### Trofea międzynarodowe
Do chwili obecnej klub jeszcze nigdy nie zakwalifikował się do rozgrywek europejskich.

### Trofea krajowe
| \| \| Zdobyte trofea w rozgrywkach Cypru (stan na: 31-05-2025) \| |                                                          |      |          |
| Rozgrywki                                                         | Osiągnięcie                                              | Razy | Sezon(y) |
| Mistrzostwo                                                       | I miejsce                                                | 0    |          |
| Mistrzostwo                                                       | II miejsce                                               | 0    |          |
| Mistrzostwo                                                       | III miejsce                                              | 0    |          |
| Puchar                                                            | zdobywca                                                 | 0    |          |
| Puchar                                                            | finalista                                                | 0    |          |
| Puchar                                                            | 1/8 finału                                               | 1    | 2019/20  |
| II liga                                                           | I miejsce                                                | 1    | 2024/25  |
| II liga                                                           | II miejsce                                               | 0    |          |
| II liga                                                           | III miejsce                                              | 0    |          |
| Cypr                                                              | Zdobyte trofea w rozgrywkach Cypru (stan na: 31-05-2025) |      |          |

## Poszczególne sezony

### Rozgrywki międzynarodowe

#### Europejskie puchary
Nie uczestniczył w rozgrywkach europejskich.

### Rozgrywki krajowe
| \| Cypr \| Bilans występów klubu w rozgrywkach piłkarskich Cypru (Stan na 31 lipca 2025 r.) \| \| |                                                                                  |        |       |   |   |   |    |    |     |                      |        |        |      |
| Poziom                                                                                            | Rozgrywki                                                                        | Sezony | Mecze | Z | R | P | B+ | B– | Pkt | Lata                 | Awanse | Spadki | Naj. |
| I                                                                                                 | A' Katigoría                                                                     | 1      |       |   |   |   |    |    |     | od 2025              | 0      | 0      | ?    |
| II                                                                                                | B' Katigoría                                                                     | 5      |       |   |   |   |    |    |     | 2019–2021, 2022–2025 | 1      | 1      | 1    |
| III                                                                                               | G' Katigoría                                                                     | 6      |       |   |   |   |    |    |     | 2014–2019, 2021/22   | 2      | 0      | 3    |
| IV                                                                                                | D' Katigoría                                                                     | 0      |       |   |   |   |    |    |     |                      | 0      | 0      |      |
|                                                                                                   | Puchar Cypru                                                                     | 5      |       |   |   |   |    |    |     | od 2019              | 0      | 0      | 1/8  |
| Cypr                                                                                              | Bilans występów klubu w rozgrywkach piłkarskich Cypru (Stan na 31 lipca 2025 r.) |        |       |   |   |   |    |    |     |                      |        |        |      |

## Piłkarze, trenerzy, prezydenci i właściciele klubu

### Piłkarze

#### Aktualny skład zespołu
Stan na 11 lipca 2025.
| Nr | Poz. | Piłkarz                |
| -- | ---- | ---------------------- |
| 6  | PO   | Iwan Pankow            |
| 8  | PO   | Curtis Yebli           |
| 9  | NA   | Marijan Šuto           |
| 14 | NA   | Michalis Koumouris     |
| 17 | NA   | Theodosis Kyprou       |
| 18 | NA   | Theodoros Iosifidis    |
| 30 | PO   | Nikolas Tarapoulouzis  |
| 32 | OB   | Vangelis Kyriacou      |
| 50 | BR   | Andreas Konstantinou   |
| 77 | OB   | Konstantinos Dimitriou |
| 88 | PO   | Antonis Koumis         |

| Nr | Poz. | Piłkarz            |
| -- | ---- | ------------------ |
| 90 | NA   | Jewhen Budnik      |
| 93 | OB   | Martinos Christofi |
| 94 | PO   | Pawel Petkow       |
|    | NA   | Nikola Trujić      |
|    | PO   | Manuel de Iriondo  |
|    | PO   | Yassine Bahassa    |
|    | OB   | Marios Stylianou   |
|    | OB   | Xavi Quintillà     |
|    | OB   | Issam Chebake      |
|    | NA   | Thierno Barry      |

### Trenerzy
- Spyros Efstathiou (1.07.2018–17.02.2020)
- Loizos Kakogiannis (17.02.2020–15.10.2020)
- Filippos Filippou (1.07.2021–6.12.2021)
- Mykoła Cymbał (7.09.2022–10.10.2022)
- Aleksandr Kriworuczko (10.10.2022–30.06.2023)
- Konstantinos Charalampidis (1.07.2023–7.02.2024)
- Liasos Louka (od 7.02.2024)

## Struktura klubu

### Stadion
Drużyna rozgrywa swoje mecze domowe w Ipsonasie na stadionie Steliosa Chari, który może pomieścić 1000 widzów. 

## Kibice i rywalizacja z innymi klubami

### Derby
- AEL Limassol
- Apollon Limassol
- Aris Limassol